# Wartin Siedlung
Wartin Siedlung – zlikwidowany wąskotorowy przystanek kolejowy w miejscowości Wartin na linii kolejowej Casekow Ldb. – Pomorzany Wąskotorowe, w powiecie Uckermark, w kraju związkowym Brandenburgia, w Niemczech.